# Milchversorgung Rheinland
Die Milchversorgung Rheinland eG (MVR) entstand ab 1965 durch den Zusammenschluss von mehr als dreißig Molkereigenossenschaften des Rheinlandes, darunter der Milchversorgung Köln GmbH (gegründet 1924). Hauptproduktionsstätte war der Milchhof in Köln-Bilderstöckchen, Geldernstraße 46. 1971 fusionierte auch der Milchhof Düsseldorf mit der MVR. 
1995 hatte die MVR rund 6000 Genossenschaftsmitglieder und etwa 650 Beschäftigte; täglich wurden bis zu 1,5 Millionen Liter Milch pro Tag verarbeitet.
Die MVR ging 1998 in der Tuffi Campina Milchwerke GmbH & Co. KG auf. Heute wird der Kölner Milchhof von FrieslandCampina Germany betrieben.